# Toril Moi
Toril Moi (28 de novembro de 1953, Farsund, Noruega) é uma professora e crítica literária. Ela ocupa a cadeira James B. Duke Professor de Estudos de Literatura e Romance e Professora de Inglês, Filosofia e Estudos Teatrais na Duke University. Moi também é a Diretora do Centro de Filosofia, Artes e Literatura da Universidade Duke. Na graduação, ela frequentou a Universidade de Bergen, onde estudou no Departamento de Literatura.
Moi ocupou cargos como professora de francês na Universidade de Oxford e como Diretora do Centro de Pesquisa Feminista da Universidade de Bergen na Noruega. Ela viveu em Oxford, Reino Unido de 1979 a 1989. Moi mora na Carolina do Norte. Ela trabalha com teoria feminista e literatura feminista nas interseções de literatura, filosofia e estética e busca "encontrar maneiras de ler literatura com filosofia e filosofia com literatura sem reduzir uma à outra".
Em 2002 Moi foi condecorada com um doutorado honoris causa pela Universidade Norueguesa de Ciência e Tecnologia. Em 1998, ela ganhou o prêmio Duke's University Teacher of the Year e em 2008 ela ganhou o Dean's Award for Excellence in Mentoring of Graduate Students, ambos em Duke. Em 2014, ela foi a palestrante Master-Mind Lecture da Academia Britânica.
Ela é membra da Academia Norueguesa de Ciências e Letras.

## Teorias feministas
Moi se tornou conhecida por causa do livro Sexual/Textual Politics (1986), uma pesquisa da segunda onda do feminismo em que ela contrastou a escola de escrita anglo-americana mais empírica, com a ginocrítica dos proponentes franceses mais teóricos da Ecriture Feminine [fr]. Embora amplamente percebido à época como ataque à abordagem anglo-americana, Moi mais tarde destacaria seu respeito pela postura mais politizada anglo-americana, em oposição ao idealismo dos pós-estruturalistas. O livro também exploraria o conceito de androginia e as ligações com o antiessencialismo da escola francesa.
Sexual/Textual Politics foi seguido por novas explorações das feministas francesas contemporâneas, como Julia Kristeva, antes de Moi se voltar para seu estudo inovador de 1994 sobre Simone de Beauvoir. Na década seguinte, no entanto, seu foco de atenção mudou para a filosofia da linguagem comum a partir do existencialismo. Seu livro mais recente, Revolution of the Ordinary: Literary Studies after Wittgenstein, Austin, and Cavell (2017), articula uma abordagem inspirada na filosofia da linguagem comum para a tarefa da crítica literária. O livro foi elogiado por críticos como Rita Felski, RM Berry, Robert Pippin e John Gibson. Escrevendo na Los Angeles Review of Books, V. Joshua Adams afirma que o livro de Moi "faz um argumento para rejeitar a abordagem da linguagem que o 'projeto de teoria' produziu" e que "além de desafiar as maneiras como os estudos literários pensam sobre a linguagem, Moi desafia a distinção entre literatura e vida." Revolution of the Ordinary também faz importantes intervenções no campo da pós-crítica.

## Publicações
- Moi, Revolution of the Ordinary: Literary Studies after Wittgenstein, Austin, and Cavell (2017)
- ___, Sexual/Textual Politics: Feminist Literary Theory (1985; 2nd edition 2002)
- ___, Simone de Beauvoir: The Making of an Intellectual Woman (1994)
- ___, What Is a Woman? And Other Essays (1999)
- ___, Henrik Ibsen and the Birth of Modernism: Art, Theater, Philosophy (Oxford University Press 2006). [A Norwegian translation was published by Pax Forlag (Oslo) in May 2006)
- Moi ed., The Kristeva Reader (1986)
- ___ ed., French Feminist Thought (1987)